# Mertrud
Mertrud település Franciaországban, Haute-Marne megyében. Lakosainak száma 182 fő (2022. január 1.). Mertrud Bailly-aux-Forges, Dommartin-le-Saint-Père, Sommevoire és La Porte-du-Der községekkel határos.

## Népesség
A település népességének változása:
| Lakosok száma | 254  | 210  | 207  | 199  | 181  | 176  | 177  | 179  | 180  | 182  |
|               | 1968 | 1982 | 1990 | 2006 | 2013 | 2015 | 2017 | 2019 | 2020 | 2022 |